# 金牛座追蹤者627左輪手槍
金牛座追蹤者627（英語：Taurus Tracker 627）是一款由巴西槍械製造商金牛座國際槍械公司（英語：Taurus International）所設計和生產的現代化單／雙動操作7發式左轮手枪，發射.357 S&W馬格南或火力相對較弱的.38 S&W特種彈這二種手枪子彈。

## 概述
其瞄準具包括固定的準星以及可調節海拔和風偏的照門，而橡膠握把則是採用了層壓而成的橡膠所製造，可讓使用者牢固地緊握。

## 衍生型
自該槍投入生產以來，就已經有多款可供使用的型號，其中包括：
- 4英寸槍管型號，從最初生產至今
- 4英寸槍管型號，附有槍口補償器
- 6.5英寸槍管型號，附有散熱槍管肋條和槍口補償器
- 鈦金屬型號，目前已停止生產。

金牛座追蹤者系列還具有除.357 S&W馬格南以外的其他口徑，特別是.22長步槍彈、.45長柯爾特彈甚至是.44雷明登麥格農彈，但編號並非627而是17、425、44、970、990、991和992。 

## 圖集

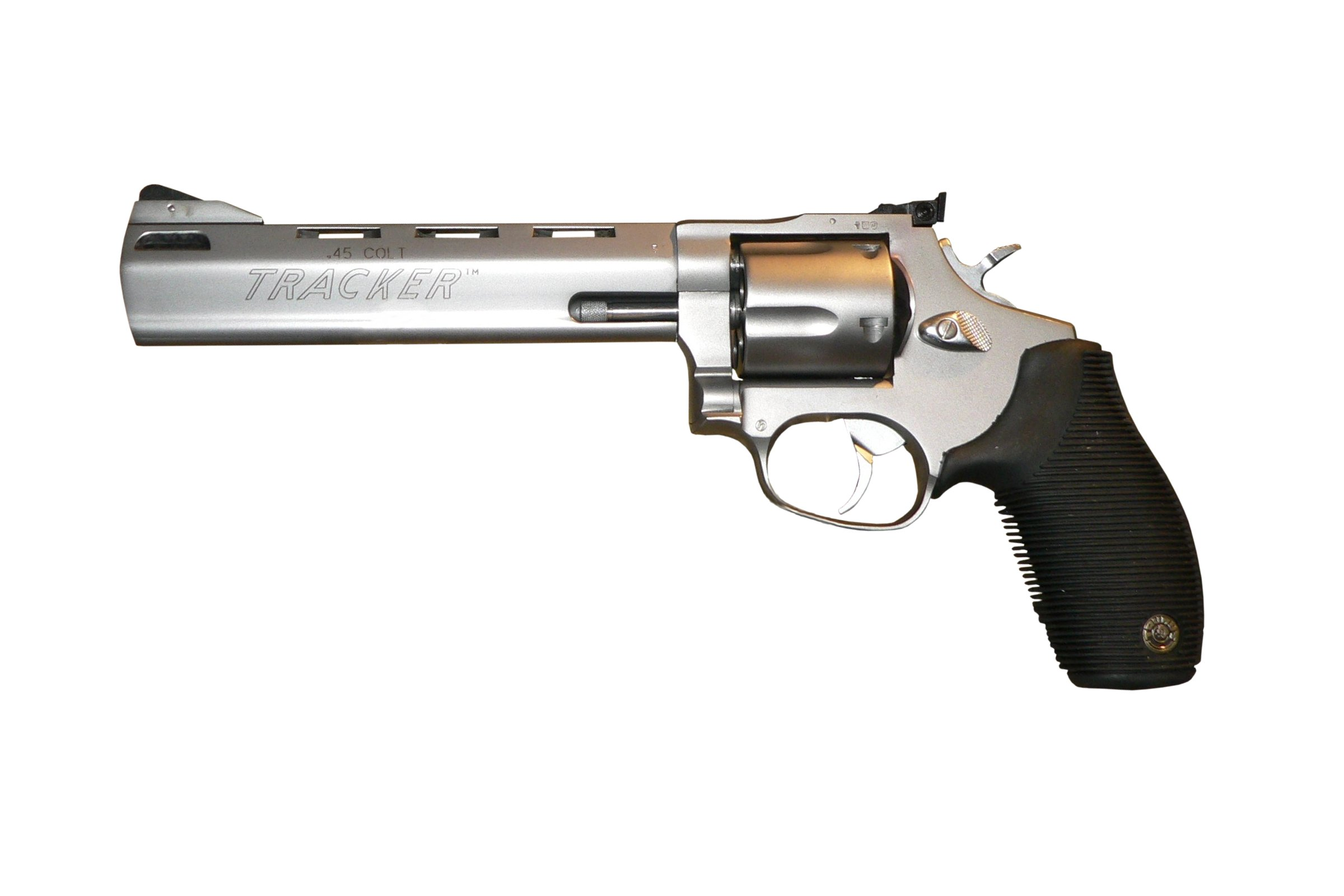
追蹤者6.5英寸槍管及橡膠握把型號
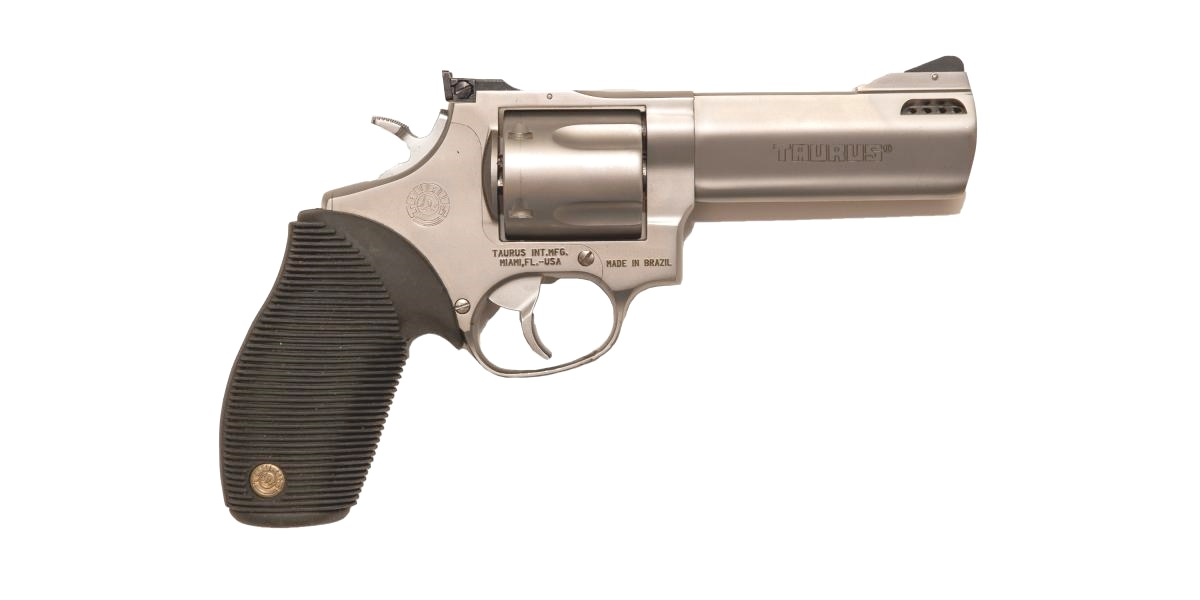
追蹤者4英寸補償器槍管及橡膠握把型號
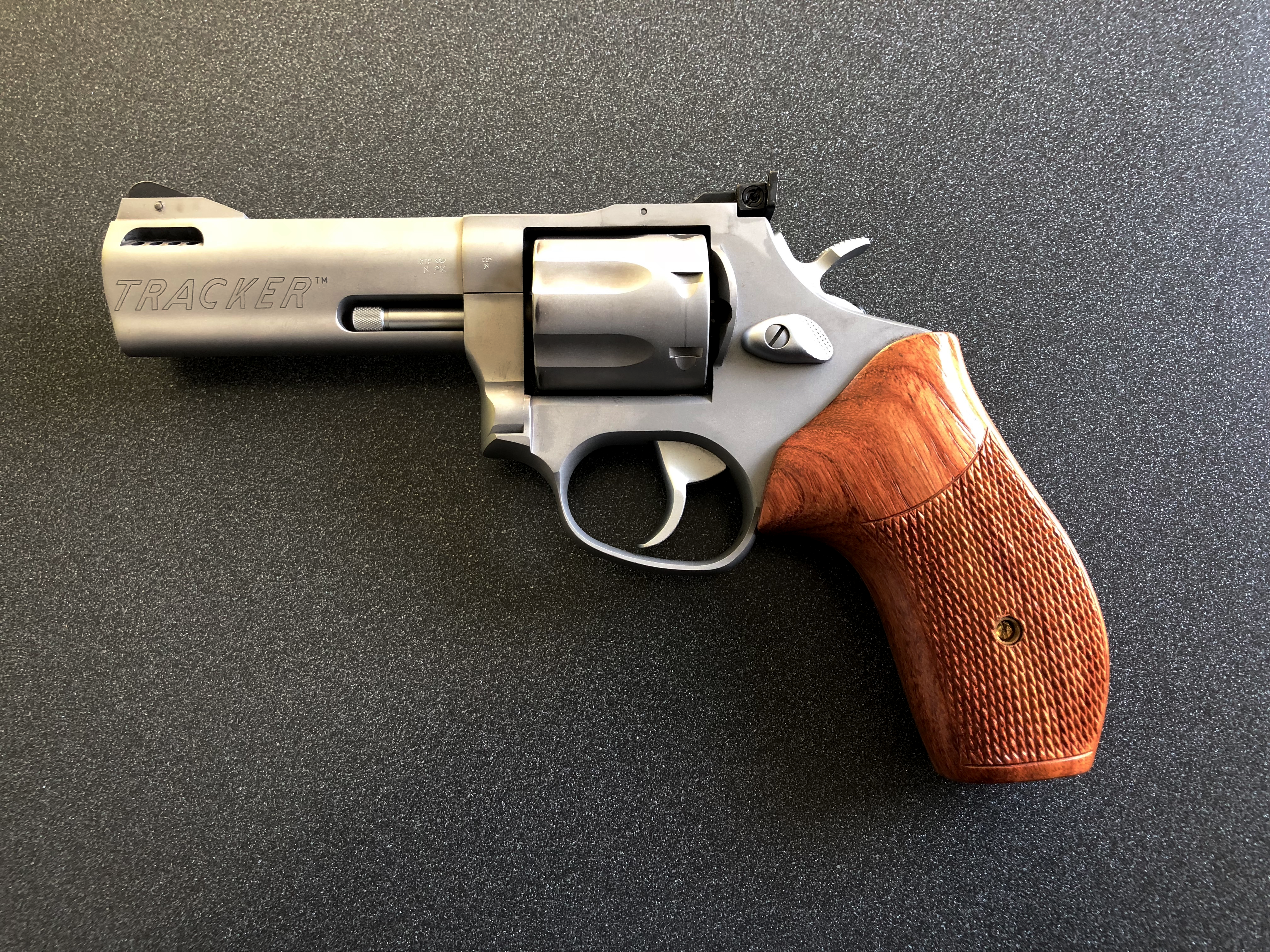
追蹤者4英寸補償器槍管及木製握把型號
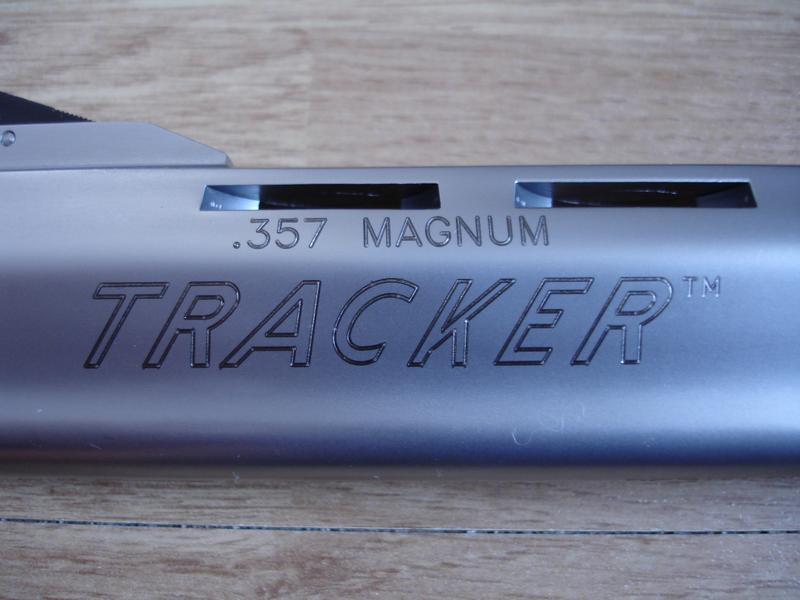
追蹤者6.5英寸型號的槍管銘文
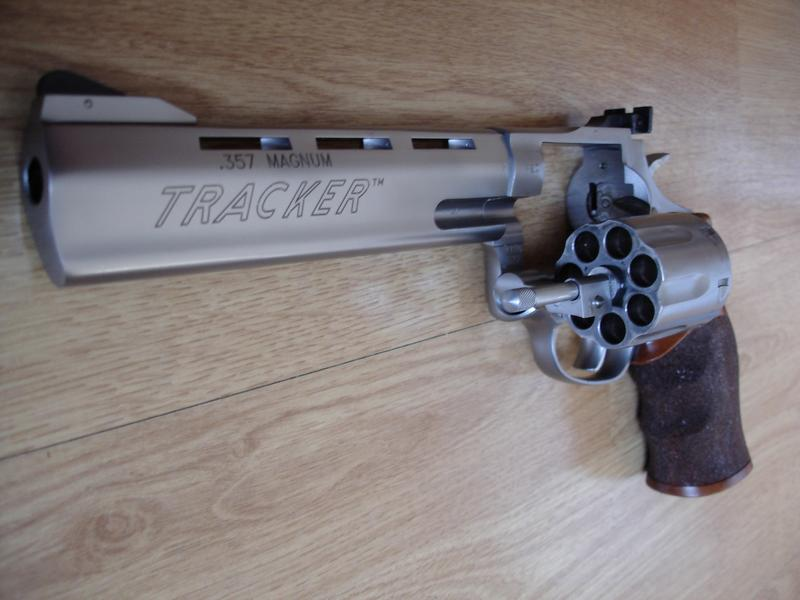
追蹤者6.5英寸型號的弹巢向左擺出特寫
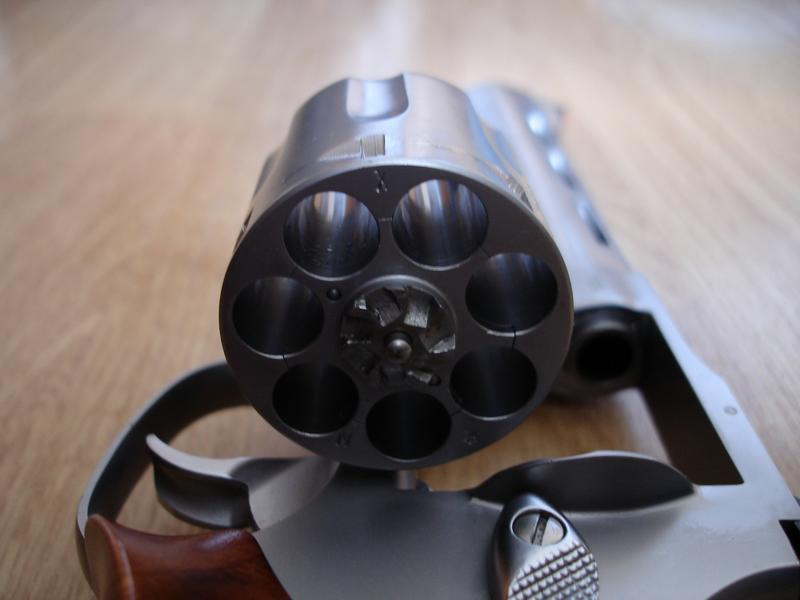
擺出底把的彈巢膛室特寫

## 外部連結
- （英文）—Site officiel Taurus USA—
  - Tracker® 627 Matte Stainless (4") （页面存档备份，存于）
  - Tracker® 627 Matte Stainless (6.5") （页面存档备份，存于）
- （法文）—Site officiel Taurus France[永久] [archive]
- （法文）—L'essai Taurus Tracker est présenté sur le site d'information  Essai-armes （页面存档备份，存于）